# Friedrich August Kekulé von Stradonitz
Friedrich August Kekulé von Stradonitz (Darmstadt, 7 settembre 1829 – Bonn, 13 luglio 1896) è stato un chimico tedesco.
Il suo nome è associato alla definizione della struttura del benzene e dei composti aromatici in generale, basata sulla risonanza; struttura che raccontò essergli stata ispirata nel sonno e che fino a quel momento era stata un enigma per i chimici dell'epoca.

## Biografia
Entrò all'università come studente di architettura e ne uscì laureato in chimica. A convincerlo del cambiamento fu il fascino intellettuale di Justus von Liebig insieme alla sua innata curiosità e immaginazione. Nel 1858 coltivò l'idea che l'atomo di carbonio, in tutti i composti organici, si legava agli altri atomi sempre con quattro legami.
Prima di quella data i chimici parlavano della composizione percentuale delle sostanze, ma non avevano idee chiare sulla struttura molecolare. Kekulé avanzò l'ipotesi che l'atomo di carbonio poteva legarsi ad altri atomi di carbonio e formare lunghe catene e perfino cicli. In tutte queste strutture il carbonio conservava la sua capacità di combinazione (''valenza'') quattro. Con Kekulé nacque la chimica organica strutturale, così come la conosciamo oggi.

### Il serpente di Kekulé
Il più bell'esempio di struttura molecolare esagonale è il benzene, la cui forma fu proposta da Kekulé nel 1865. Lo scienziato non volle rivelare il metodo di ricerca adottato per giungere a tale conclusione. Solo nel 1890, durante una festa in suo onore per il venticinquennale della sua scoperta, Kekulé cedette alle pressioni di amici e colleghi e raccontò che 25 anni prima si era addormentato davanti al fuoco e nel sonno aveva visto un serpente che si mordeva la coda. Lo scienziato si svegliò e per tutta la notte lavorò per risolvere l'enigma della struttura ciclica esagonale del benzene. La storia venne raccontata (in varie versioni) nel corso di tutto il secolo successivo.
Nel 1984 i biochimici John Wotiz, dell'Università dell'Illinois, e Susanna Rudofsky, dell'Università di Chicago, vollero tuttavia approfondire il motivo che aveva spinto Kekulé a un silenzio di 25 anni sul suo metodo di ricerca. Avuta l'autorizzazione da Klaus Hafner, direttore degli archivi di Kekulé all'Università di Darmstadt, i due biochimici trovarono una lettera scritta nel 1854 ad un editore tedesco, in cui lo scienziato proponeva la traduzione e la pubblicazione di un saggio del chimico francese Auguste Laurent. Inoltre, trovarono una pubblicazione del 1858 in cui sempre Kekulé citava di nuovo il saggio di Laurent, ed in particolare pagina 408: il saggio non verrà più citato in alcun modo dallo scienziato tedesco. Wotiz e Rudofsky cercarono il saggio di Laurent, lo trovarono, e a pagina 408 scoprirono che il chimico francese proponeva per il cloruro di benzoile una formula di struttura esagonale. Quindi, quando nel 1866 Kekulé rese pubblica la formula, in realtà già la conosceva da 12 anni. Ciò non toglie nulla alla grandezza dello scienziato tedesco, ma di sicuro rende la storia del "serpente di Kekulé" solamente una leggenda edificante.

## Opere
- (DE) Lehrbuch der Organischen Chemie, vol. 1, Stoccarda, Enke, 1861.
  - (DE) Lehrbuch der Organischen Chemie, vol. 2, Stoccarda, Enke, 1866.
  - (DE) Lehrbuch der Organischen Chemie, vol. 3, Stoccarda, Enke, 1867.
  - (DE) Lehrbuch der Organischen Chemie, vol. 4, Stoccarda, Enke, 1880.
  - (DE) Lehrbuch der Organischen Chemie, vol. 5, Stoccarda, Enke, 1881.
  - (DE) Lehrbuch der Organischen Chemie, vol. 6, Stoccarda, Enke, 1882.
  - (DE) Lehrbuch der Organischen Chemie, vol. 7, Stoccarda, Enke, 1887.